# Università della Nuova Zelanda
L'Università della Nuova Zelanda (in inglese University of New Zealand) è stata un'università della Nuova Zelanda, attiva dal 1874 al 1961.

## Storia
Venne istituita nel 1870 con una legge del Parlamento della Nuova Zelanda (University of New Zealand Act). Dapprima l'Università di Otago, fondata nel 1864, non volle unirsi ad essa, ma nel 1874 accettò di essere una sua università federata e di attribuire i titoli accademici in suo nome. L'inizio dell'università si fa risalire a quell'anno. I college di Auckland, Wellington e Christchurch erano noti come "university college" anziché "università" per tutto il periodo dal 1874 al 1961. 
Il senato aveva sede a Wellington, ma era composta da diverse università e college situati in varie città. Nel periodo 1874-1961 era l'unica università del paese ad attribuire titoli accademici.
Nel 1961 il Parlamento neozelandese, con il "Universities Act of 1961", dissolse l'università, garantendo ai college costituenti la piena autonomia amministrativa e il potere di attribuire i titoli accademici.